# صالح بن نصر الله الحلبي
صالح بن نصر الله بن سَلُّوم الحلبي ويُعرف باسم ابن سَلُّوم (وُلد في حلب، وتُوفي عام 1081 هجريًا الموافق 1670 ميلاديًا في يني شهر)، كان رئيس أطباء الدولة العثمانية في عصره ونديم السلطان محمد بن إبراهيم.

## علمه وعمله
أجاد ابن سلوم الطب والموسيقى، وكان قد رحل إلى القسطنطينية، فاتصل بالسلطان محمد الرابع (1648-1687)، فقربه وعلت شهرته وصيره رئيس الأطباء ومنحه رتبة قضاء العاصمة. ويُعد ابن سَلُّوم أول طبيبٍ عربيٍ كتب في الطب الكيميائي الحديث.

## مؤلفاته
من مؤلفاته:
- «الطب الجديد الكيميائي».
- «غاية البيان في تدبير بدن الإنسان».
- «برء الساعة».